# 鄭明滿
鄭明滿（1944年—2015年4月26日），臺灣澎湖縣人，護佐，長期服務於澎湖惠民醫院，為第十六屆醫療奉獻獎得主。

## 生平
鄭明滿在1944年出生。讀小學時父親生病，澎湖惠民醫院的馬仁光修士常送藥到她家，在二十歲因父親病故，她為支持弟妹完成學業，決定作護佐。
1964年11月，鄭明滿進到澎湖惠民醫院工作，與其他員工信仰天主教不同，她信奉佛教。當時，澎湖沒什麼科班出身的護士，都是受過護理訓練的外籍修士和修女們在協助手術、照顧病人，只有小學畢業的鄭明滿，起初不太知道護理工作的內容，於是白天跟診，晚上閱讀護理和醫藥相關的書籍，一路累積臨床技能和醫學知識。
惠民醫院護理部主任黃智棼表示，綽號「咪咪姐」的鄭明滿擔任病患服務員，工作內容只是餵食、翻身、換尿布、洗澡等日常瑣事，但做並不輕鬆，且她非常用心，若發現病人食量變少了，會去瞭解是否有便秘、脹氣等問題、或是因服用肌肉鬆弛劑造成腸胃蠕動變慢，並找醫師一再討論。惠民醫院總務室主任劉樹吉回憶，鄭明滿心思細膩，不僅常和病人家屬溝通，若遇對方經濟困難，往往代為設法，像有名八十多歲老婦無力安養費用，但又好面子，不願向人伸手，咪咪姊便暗中找了三個同事每月各資助一千元，幫病家度過難關。惠民醫院院長蕭天源指出，雖鄭明滿非科班出身，但付出的愛心卻是醫療真正的意義與本質，她過去40年都以醫院為生活重心，迄今單身，其犧牲奉獻的精神就如同早期的神父、修女，醫院同事望塵莫及。
1999年，惠民醫院病房轉型為收容老殘者為主的護理之家，鄭明滿負責替病患翻身、餵食、換尿布、洗澡、修指甲及剪頭髮等等。惠民醫院衛教企劃室主任黃金切表示咪咪姐會依病患個性在病床的白板畫上大象、熊寶寶等圖案，簡單紀錄病人狀況，還註明「我是某某阿公（或阿媽）請甲哇貢台語」，或寫「日語嘛也通」，以利新進人員及志工照顧時便於溝通。鄭明滿常會發揮巧思，改良長期臥床病人的照護用品，例為約束帶縫上海棉墊、在被子上加一床四角綁在床欄的方巾。
鄭明滿表示，她之所以待在惠民逾四十載，主要受歷任院長感召，尤其創院院長羅德信神父、何義士修士及王理智神父等人：像病人需要血，他們立刻挽袖捐血；病人無錢買營養品，他們就偷塞錢。她認為看到外國人對自己同胞如此真心，身為澎湖人難道不該多照顧自己的鄉親？
鄭明滿陸續獲得澎湖縣志願服務工作獎、惠民醫院資深服務獎，全國醫療奉獻獎、澎湖縣政府詠善獎等。2006年3月25日領第十六屆醫療奉獻獎時，她哽咽說道要告訴天上的媽媽，這一生已經嫁給病患，而且嫁對了，請母親安心。她為繼何義士後澎湖惠民醫院第二位醫療奉獻獎得主，也是該獎歷年來中最基層工作的一位，因她只是一名護佐，更僅是病患服務員。
2008年春，鄭明滿為治療肺腺癌，只好退休，病稍緩解，她又重回護理之家照顧病人。2010年6月，因身體不適化療赴臺灣本島留職停薪，期間曾二度返回醫院工作，到了2013年7月31日因病魔纏身才離醫護工作，2015年4月26日去世。家人將她僅存的70萬元積蓄捐贈給惠民護理之家。